# Peucedanum ledebourii
Peucedanum ledebourii är en flockblommig växtart som beskrevs av Ernst Gottlieb von Steudel. Peucedanum ledebourii ingår i släktet siljor, och familjen flockblommiga växter. Inga underarter finns listade i Catalogue of Life.